# Gunung Blego
Gunung Blego är ett berg i Indonesien. Det ligger i den västra delen av landet, 500 km öster om huvudstaden Jakarta. Toppen på Gunung Blego är 996 meter över havet, eller 382 meter över den omgivande terrängen. Bredden vid basen är 3,5 km.
Terrängen runt Gunung Blego är huvudsakligen kuperad.Runt Gunung Blego är det tätbefolkat, med 683 invånare per kvadratkilometer. Omgivningarna runt Gunung Blego är en mosaik av jordbruksmark och naturlig växtlighet.